# Дивље семе
Дивље семе је југословенски филм из 1967. године. Режирао га је Војислав Ракоњац, а сценарио је писао Живорад Лазић.

## Радња
Прича о безумној љубави одбеглог робијаша према једној жени, због које ће постати вишеструки убица и због које ће, на крају, захваљујући њеној издаји, изгубити живот.

## Улоге
| Глумац             | Улога            |
| ------------------ | ---------------- |
| Главне улоге       |                  |
| Љуба Тадић         | Живота           |
| Јелена Жигон       | Нада             |
| Остале улоге       |                  |
| Северин Бијелић    | Добривоје        |
| Александар Фотез   |                  |
| Сима Јанићијевић   | Свештеник Никола |
| Драги Костовски    |                  |
| Предраг Милинковић | Сава             |
| Светолик Никачевић | Кмет             |
| Слободан Новаковић |                  |
| Бранко Петковић    |                  |
| Никола Родић       |                  |
| Милан Срдоч        | црквењак         |
| Растко Тадић       |                  |
| Слободан Тибл      |                  |
| Душан Вујисић      | Кметов слуга     |